# Brent Everett
Brent Everett (nacido Dustin Germain en Moose Jaw, Saskatchewan, el 10 de febrero de 1984) es un artista y director y actor porno gay canadiense. Ha aparecido en 140 vídeos pornográficos para varios estudios en los Estados Unidos desde el año 2003. Everett es uno de los actores porno más populares de principios del siglo XXI. Desde sus primeras películas, a principios de 2003 (cuando tenía 19 años), ha sido protagonista de muchos vídeos para una amplia gama de estudios.
Con el paso del tiempo, comenzó a practicar el bareback, algo que sigue haciendo hasta la fecha.

## Biografía
En sus primeros años como actor porno, Everett fue clasificado como twink, pero, debido a que desarrolló musculatura, ya no cabía en esa categoría.
Al comienzo de su carrera, Everett practicó sexo sin protección, o bareback, incluyendo la película en la que debutó Barebacking Across America cuando contaba con apenas 18 años de edad.
En muchas de sus actuaciones, Everett hace de pasivo y de activo, por lo que puede considerarse como versátil.
Brent Everett no ha firmado aún ningún contrato de exclusividad con ningún estudio importante de la industria pornográfica gay, como han hecho muchos otros actores como Matthew Rush. Esta condición le ha permitido cambiar de un estudio a otro y le ha valido aparecer como modelo de portada de Freshmen en septiembre de 2003, además de la revista PlayGuy.
Con el objetivo de extender y promover su carrera en la industria pornográfica, ha lanzado su propio sitio web de suscripción. El sitio, que está activo desde finales de 2004, ofrece fragmentos de vídeo, imágenes para descargar, shows de cámara web en vivo y una tienda en línea donde vende su ropa interior usada. Los shows de cámara web están disponibles para ver en diferido. Everett también ha creado su propia compañía bajo el nombre de Triple X Studios donde él se reserva el papel protagónico en las películas donde actúa, o bien las produce y dirige.
En agosto de 2006, el estudio Channel 1 Releasing anunció que Everett aparecería en al menos tres de sus nuevas producciones: Sized Up, Starting Young y Bottom on the 9th - Little Big League 3.

## Premios y nominaciones
| Año  | Premio                       | Categoría                                     | Resultado |
| ---- | ---------------------------- | --------------------------------------------- | --------- |
| 2011 |                              | GaySocialite of the Year                      | Ganador   |
| 2011 | GayVN Award                  | Best Porn Site                                | Ganador   |
| 2011 | European MSM Internet Survey | Most Popular Pornstar                         | Ganador   |
| 2011 | Cybersocket Web Awards       | Best Movie Of The Year                        | Ganador   |
| 2011 | Surfers Choice               | Fuck U                                        | Ganador   |
| 2011 | Grabby Awards                | Best Performer of the Year                    | Ganador   |
| 2011 | Grabby Awards                | Best Actor - Grand Slam                       | Ganador   |
| 2011 | TLA                          | Performer of the Year                         | Ganador   |
| 2010 | GayVN Award                  | Fan Favorite 2010                             | Ganador   |
| 2010 | GayVN Award                  | Best pornstar website                         | Ganador   |
| 2010 | Cybersocket Web Awards       | Best Amateur Webcam                           | Ganador   |
| 2010 | JRL Award                    | Best gay pornsite                             | Ganador   |
| 2010 | GayVN Award                  | Web performer of the year                     | Nominado  |
| 2010 | Cybersocket Web Awards       | Best Pornstar                                 | Nominado  |
| 2010 | Cybersocket Web Awards       | Best Porn Blog                                | Nominado  |
| 2010 | Cybersocket Web Awards       | Best Amateur Video Site                       | Nominado  |
| 2009 | Cybersocket Web Award        | Best Live XXX Show                            | Ganador   |
| 2009 | Cybersocket Web Award        | Best Pornstar Website                         | Nominado  |
| 2008 |                              | International Pornstar of the Year - Under 27 | Ganador   |
| 2008 | JasonCurious.com             | Top 10 men in porn                            | Votado #1 |
| 2008 | PornConfidential             | Top 5 men in porn                             | Votado #1 |
| 2007 | GayVN Award                  | Best Sex Comedy: Little Big League 2          | Nominado  |
| 2007 | JasonCurious.com             | Top 10 men in porn                            | Votado #1 |
| 2007 | PornConfidential             | Top 5 men in porn                             | Votado #1 |
| 2006 | Freshmen Magazine            | Freshmen of the Year                          | Ganador   |
| 2006 | Grabby Awards                | Best Duo Sex Scene: SuperSoaked               | Nominado  |
| 2005 | GayVN Award                  | Best Sex Scene: SuperSoaked                   | Nominado  |

## Filmografía
| Año  | Título                                  | Estudio             | Notas                       | Ref.   |
| ---- | --------------------------------------- | ------------------- | --------------------------- | ------ |
| 2011 | Mitchell Rock Megastud!                 | Channel 1 Releasing |                             |        |
| 2011 | Some Things Cum Up!                     | Channel 1 Releasing |                             |        |
| 2011 | Brother Fucker                          | Channel 1 Releasing |                             | [ 9 ]  |
| 2011 | Wantin' More                            | Triple X Studios    |                             |        |
| 2011 | Raising The Bar                         | Channel 1 Releasing |                             |        |
| 2011 | Take a Load Off                         | Channel 1 Releasing |                             |        |
| 2011 | Fuck U                                  | Channel 1 Releasing |                             | [ 10 ] |
| 2010 | Sportin' Wood                           | Channel 1 Releasing |                             |        |
| 2010 | Brent Everett Is Wetter Than Ever       | Channel 1 Releasing |                             | [ 11 ] |
| 2010 | Tommy Ritter Superstar                  | Channel 1 Releasing |                             |        |
| 2010 | Grand Slam: Little Big League 4         | Channel 1 Releasing |                             | [ 12 ] |
| 2010 | Eddie Stone Superstar                   | Channel 1 Releasing |                             |        |
| 2009 | Tender Teens                            | Channel 1 Releasing |                             |        |
| 2009 | Jay Fisher Superstar                    | Channel 1 Releasing |                             |        |
| 2009 | Benjamin Bradley Superstar              | Channel 1 Releasing |                             |        |
| 2007 | Rascal Superstar Series 'Brent Everett' | Channel 1 Releasing | Dirigida por ChiChi LaRue   |        |
| 2006 | Wantin' More                            | BrentEverett.com    |                             |        |
| 2006 | Sized Up                                | Channel 1 releasing | Dirigida por ChiChi LaRue   |        |
| 2006 | Lookin for Trouble                      | Channel 1 releasing | Dirigida por ChiChi LaRue   |        |
| 2006 | Starting Young 2                        | Channel 1 releasing | Dirigida por ChiChi LaRue   |        |
| 2006 | Little Big League 2: 2nd Inning         | Channel 1 releasing | Dirigida por ChiChi LaRue   |        |
| 2006 | Vancouver Nights                        | Fierce Dog          | Sin papel porno             |        |
| 2005 | Super Soaked                            | Falcon Studios      | Dirigida por ChiChi LaRue   |        |
| 2005 | Wicked                                  | Channel 1 releasing | Dirigida por ChiChi LaRue   |        |
| 2004 | Little Big League                       | Channel 1 releasing | Dirigida por Doug Jefferies |        |
| 2004 | Boyland                                 | All worlds video    |                             |        |
| 2004 | My Overstuffed Jeans                    | Catalina Video      |                             |        |
| 2003 | Barebacking Across America              |                     |                             |        |
| 2003 | Navy Blues                              |                     | Como Seaman Mitchell        |        |
| 2000 | Cruising It                             | Studio 2000         |                             |        |
| —    | Gay Pornstars                           |                     | Como Jake (sin papel porno) |        |
| —    | Best of Brent Everett                   |                     |                             |        |
| —    | Cruisemaster's Road Trip 5              |                     |                             |        |
| —    | Sex Motel                               |                     |                             |        |
| —    | Schoolboy Crush                         |                     |                             |        |